# Юрасек, Давид
Да́вид Ю́расек (чеш. David Jurásek; род. 7 августа 2000, Угерске-Градиште или Dolní Němčí) — чешский футболист, полузащитник португальского клуба «Бенфика» и сборной Чехии. Выступает на правах аренды за турецкий клуб «Бешикташ». Участник чемпионата Европы 2024.

## Клубная карьера
Юрасек — воспитанник клубов «Долни-Немчи», «Словацко» и «Зброёвка». 1 июня 2020 года в матче против столичной «Дуклы» он дебютировал в чешской ФНЛ в составе последних. Летом того же года Юрасек перешёл в «Простеёв». 22 августа в матче против «Бланско» он дебютировал за новую команду. 15 апреля 2021 года в поединке против «Высочины» Давид забил свой первый гол за «Простеёв».
Летом 2021 года Юрасек перешёл в «Млада-Болеслав». 21 августа в матче против «Теплице» он дебютировал в Первой лиге. 16 октября в поединке против «Богемианс 1905» Давид забил свой первый гол за «Младу-Болеслав».
В начале 2022 года Юрасек перешёл в столичную «Славию». 13 февраля в матче против «Словацко» он дебютировал за новую команду. 24 апреля в поединке против «Градец-Кралове» Давид забил свой первый гол за «Славию». В 2023 году он помог клубу завоевать Кубок Чехии. Летом того же года Юрасек перешёл в португальскую «Бенфику», подписав контракт на 5 лет. Сумма трансфера составила 14 млн евро.

## Международная карьера
24 марта 2023 года в отборочном матче чемпионата Европы 2024 против сборной Польши Юрасек дебютировал за сборную Чехии.

## Статистика выступлений за сборную
| Матчи за сборную Чехии | Матчи за сборную Чехии | Матчи за сборную Чехии | Матчи за сборную Чехии | Матчи за сборную Чехии | Матчи за сборную Чехии    | Матчи за сборную Чехии |
| ---------------------- | ---------------------- | ---------------------- | ---------------------- | ---------------------- | ------------------------- | ---------------------- |
| №                      | Дата                   | Оппонент               | Счёт                   | Голы                   | Соревнование              |                        |
| 1                      | 24 марта 2023          | Польша                 | 3:1                    | -                      | Отборочный матч ЧЕ-2024   |                        |
| 2                      | 27 марта 2023          | Молдова                | 0:0                    | -                      | Отборочный матч ЧЕ-2024   |                        |
| 3                      | 17 июня 2023           | Фарерские острова      | 3:0                    | -                      | Отборочный матч ЧЕ-2024   |                        |
| 4                      | 12 октября 2023        | Албания                | 0:3                    | -                      | Отборочный матч ЧЕ-2024   |                        |
| 5                      | 15 октября 2023        | Фарерские острова      | 1:0                    | -                      | Отборочный матч ЧЕ-2024   |                        |
| 6                      | 22 марта 2024          | Норвегия               | 2:1                    | -                      | Товарищеский матч         |                        |
| 7                      | 26 марта 2024          | Армения                | 2:1                    | -                      | Товарищеский матч         |                        |
| 8                      | 7 июня 2024            | Мальта                 | 7:1                    | 1                      | Товарищеский матч         |                        |
| 9                      | 10 июня 2024           | Северная Македония     | 2:1                    | -                      | Товарищеский матч         |                        |
| 10                     | 22 июня 2024           | Грузия                 | 1:1                    | -                      | ЧЕ-2024. Групповая стадия |                        |
| 11                     | 26 июня 2024           | Турция                 | 1:2                    | -                      | ЧЕ-2024. Групповая стадия |                        |
| 12                     | 25 марта 2025          | Гибралтар              | 4:0                    | -                      | Отборочный матч ЧМ-2026   |                        |

## Достижения
«Славия» (Прага)
- Обладатель Кубка Чехии: 2022/23

«Бенфика»
- Обладатель Суперкубка Португалии: 2023